# Station Royston
Royston is een spoorwegstation van National Rail in North Hertfordshire in Engeland. Het station is eigendom van Network Rail en wordt beheerd door Govia Thameslink Railway. 